# Vouthon-Bas
Vouthon-Bas é uma comuna francesa na região administrativa de Grande Leste, no departamento de Meuse. Estende-se por uma área de 7,22 km². Em 2010 a comuna tinha 48 habitantes (densidade: 6,6 hab./km²).

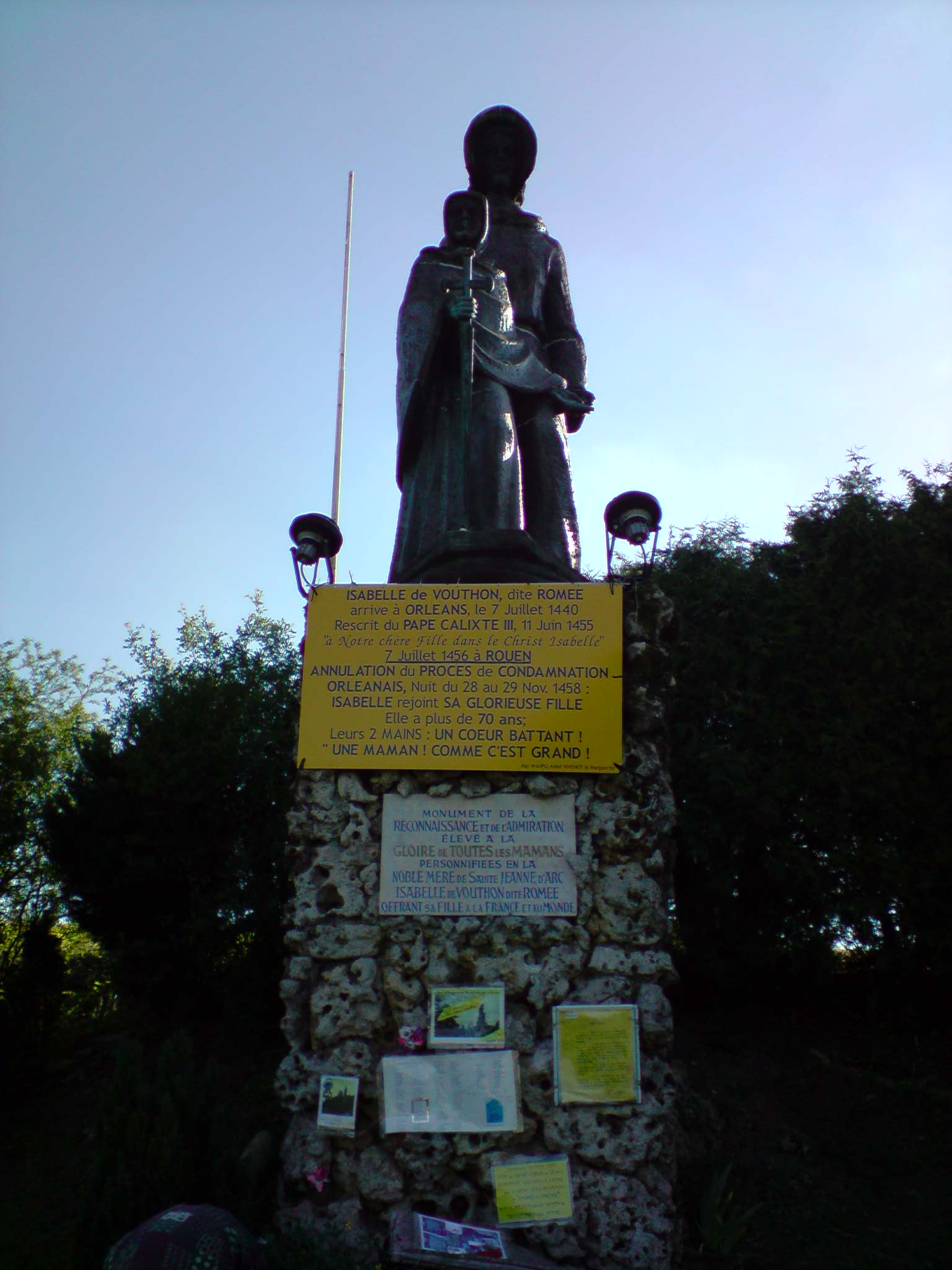